# Bash in Berlin
Bash in Berlin è un premium live event prodotto dalla WWE. L'evento si è svolto il 31 agosto 2024 alla Uber Arena di Berlino, in Germania, ed è stato trasmesso su Peacock negli Stati Uniti e sul WWE Network nel resto del mondo.
L'evento, annunciato il 25 ottobre 2023, è stato il primo premium live event nella storia della federazione a svolgersi in Germania. I biglietti sono stati messi in vendita a partire dal 30 novembre 2023.

## Storyline

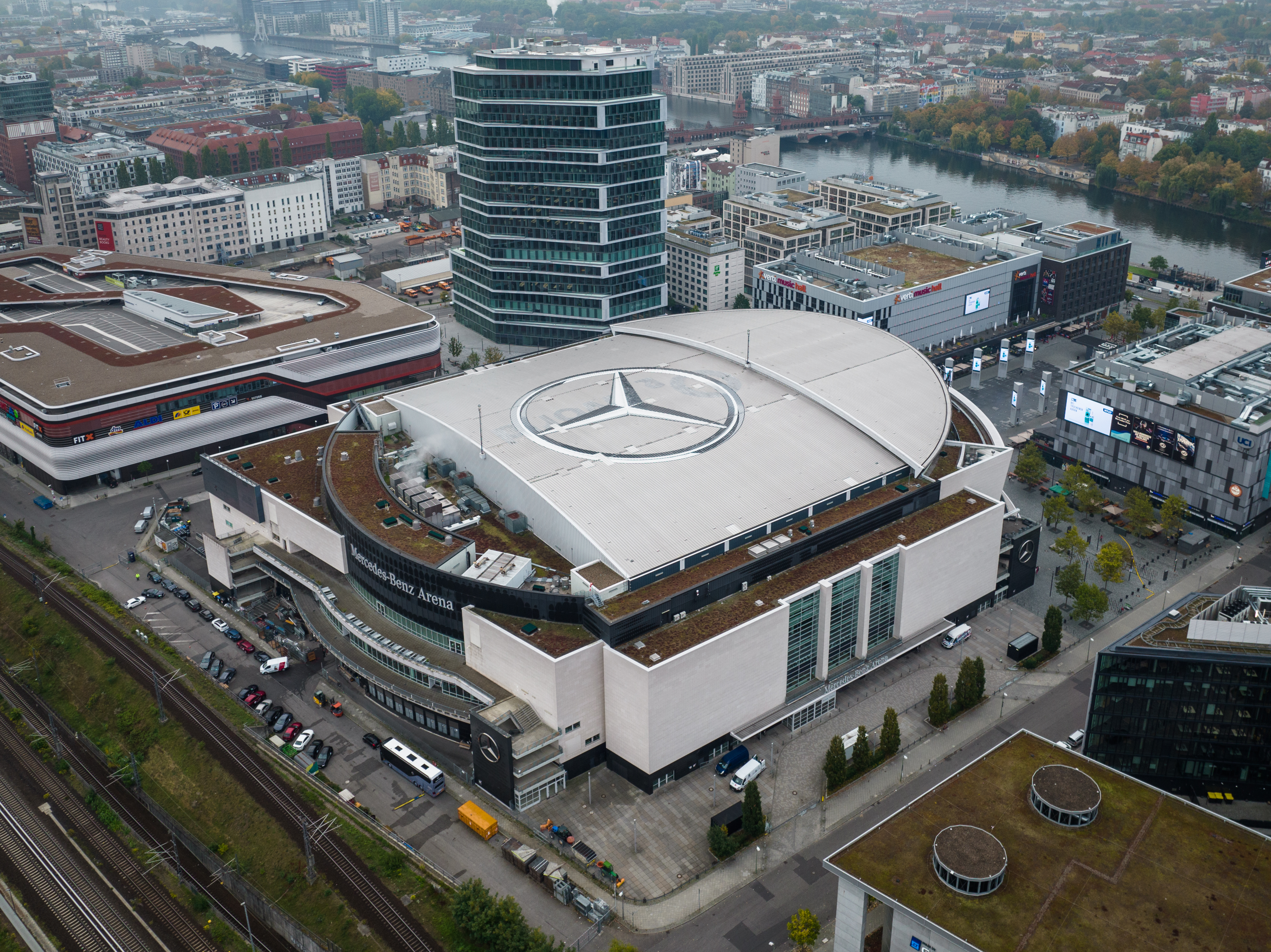
La Uber Arena di Berlino, sede dell'evento

A King & Queen of the Ring, Gunther ha sconfitto Randy Orton nella finale del torneo King of the Ring, che gli è valso un match per il World Heavyweight Championship a SummerSlam. Tuttavia, durante la finale del torneo, la spalla di Orton non era completamente sul tappeto quando l'arbitro ha contato lo schienamento, ma al termine dell'evento, il CCO della WWE Triple H ha notato l'errore e ha detto che la decisione dell'arbitro era definitiva ma che ci sarebbe stata probabilmente una rivincita tra i due.  A SummerSlam, Gunther conquistò il World Heavyweight Championship contro Damian Priest. Durante il suo discorso nel seguente episodio di Raw, questo è stato interrotto da Orton, che fece notare che l'errore avvenuto a King of the Ring che ha poi permesso a Gunther di diventare campione e successivamente lo sfidò per un match a Bash in Berlin.
A SummerSlam, Cody Rhodes riuscì a difendere il WWE Championship e lo Universal Championship contro Solo Sikoa in un Bloodline rules match, grazie all'intervento di Kevin Owens e Randy Orton che respinsero Jacob Fatu, Tama Tonga e Tonga Loa).  Nella puntata successiva di SmackDown, mentre Rhodes stava per annunciare contro chi voleva difendere i titoli a Bash in Berlin, questo fu interrotto dalla Bloodline, poiché Sikoa voleva una rivincita. Rhodes rifiutò, affermando che Sikoa non lo meritava, e mentre stavano per entrare sul ring e attaccare Rhodes, Owens andò di nuovo in suo aiuto. Successivamente, Rhodes disse che per ricompensare tutte le volte in cui Owens l'aveva salvato, sentiva che meritava un'opportunità titolata. Rhodes ne parlò con il general manager di SmackDown Nick Aldis e il match fu ufficializzato.
A SummerSlam, Liv Morgan ha sconfitto Rhea Ripley e mantenne il Women's World Championship dopo un'interferenza da parte di Dominik Mysterio. Tuttavia, dopo il match, Mysterio ha tradito Ripley e ha baciato Morgan. Nella stessa serata, Damian Priest ha perso il World Heavyweight Championship contro Gunther dopo essere stato tradito anche lui dal compagno Finn Bálor. Nell'episodio successivo di Raw, Bálor ha espulso Priest e Ripley dal Judgment Day e ha invitato Morgan e Carlito. Una settimana dopo è stato ufficializzato un mixed tag team match fra Ripley e Priest contro Liv Morgan e Dominik Mysterio.
Dopo mesi di faida ed attacchi reciproci senza mai un match, Drew McIntyre e CM Punk si affrontarono a SummerSlam con Seth Rollins nelle vesti di arbitro speciale, con la vittoria dello scozzese in seguito all'attacco di Punk nei confronti di Rollins, dopo che quest'ultimo raccolse il suo braccialetto durante l'incontro. Nell'episodio di Raw del 12 agosto, McIntyre stava per salire sul ring ma venne attaccato da Punk che primo lo attaccò e lo colpì varie volte con una cinghia. La puntata di Raw successiva si aprì con CM Punk che annunciò di aver parlato con il general manager Adam Pearce a proposito di uno strap match tra lui e McIntyre, con lo scozzese che si presentò sul ring accettando la sfida e ufficializzando l'incontro.

## Risultati
| # | Match                                                                     | Stipulazione                                                         | Durata |
| - | ------------------------------------------------------------------------- | -------------------------------------------------------------------- | ------ |
| 1 | Cody Rhodes (c) ha sconfitto Kevin Owens                                  | Single match per il WWE Championship e il WWE Universal Championship | 23:16  |
| 2 | Bianca Belair e Jade Cargill hanno sconfitto Alba Fyre e Isla Dawn (c)    | Tag team match per il WWE Women's Tag Team Championship              | 12:02  |
| 3 | CM Punk ha sconfitto Drew McIntyre                                        | Strap match                                                          | 19:15  |
| 4 | Damian Priest e Rhea Ripley hanno sconfitto Dominik Mysterio e Liv Morgan | Mixed tag team match                                                 | 14:20  |
| 5 | Gunther (c) ha sconfitto Randy Orton                                      | Single match per il World Heavyweight Championship                   | 34:28  |